# Луїш Мена і Сілва
Луїш Мена і Сілва (порт. Luís Mena e Silva, 24 січня 1902 — 3 серпня 1963) — португальський вершник.
Бронзовий призер Олімпійських Ігор 1936 (командний конкур), 1948 (командна виїздка) років.